# 達馬克俱樂部體育場
達馬克俱樂部體育場（阿拉伯语：‎）是一座位於沙烏地阿拉伯海米斯穆謝特的綜合體育場。主要用於舉行足球賽事。它為達馬克足球俱樂部的主場，可容納5,000人。